# Erysimum bulgaricum
Erysimum bulgaricum är en korsblommig växtart som beskrevs av Ancev och Adolf Polatschek. Erysimum bulgaricum ingår i släktet kårlar, och familjen korsblommiga växter. Inga underarter finns listade i Catalogue of Life.